# Petasus tiaropsis
Petasus tiaropsis är en nässeldjursart som först beskrevs av Ernst Haeckel 1879.  Petasus tiaropsis ingår i släktet Petasus och familjen Petasidae. Inga underarter finns listade i Catalogue of Life.